# Dornach

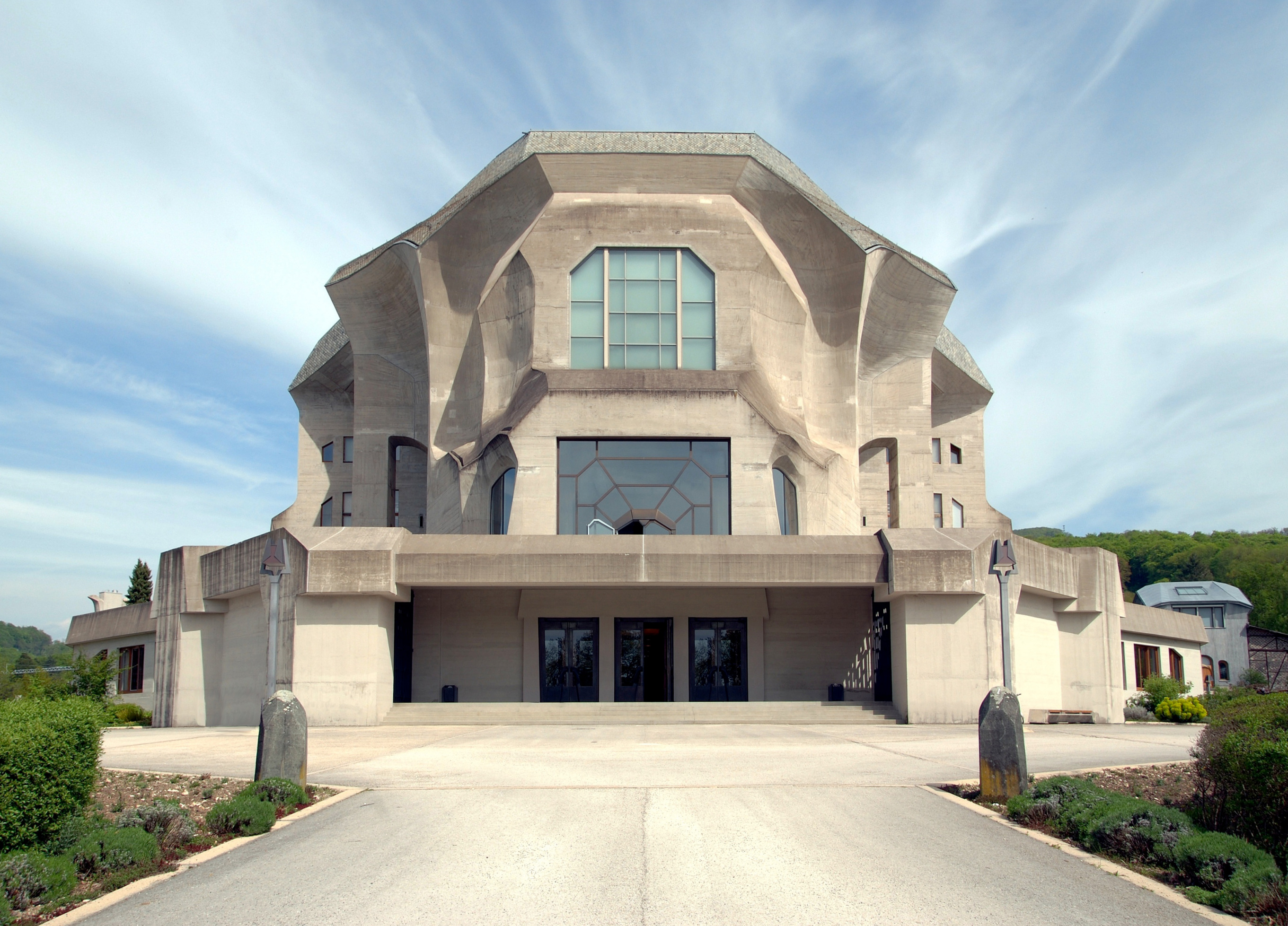
Goetheanum.

Dornach är en ort och kommun i distriktet Dorneck i kantonen Solothurn, Schweiz. Den är huvudort i distriktet Dorneck och har 6 862 invånare (2023).
Här finns domstolen för distriktet Dorneck-Thierstein och ett förvaltningskontor. Kommunen ligger i floden Birs dalgång, 11 km söder om Basel. Dornach är antroposofernas samlingsplats, med byggnaden Goetheanum (se även Rudolf Steiner).

## Historia
På romartiden fanns här en större bondgård, men orten omnämns i skriftliga källor först 1223, under namnet Tornach. År 1485 köpte Solothurn rättigheterna till byn och den näraliggande borgen Dorneck.

### Slaget vid Dornach
Under schwabiska kriget belägrade det schwabiska förbundets armé den då svaga borgen. Den 22 juli 1499 kom styrkor från Bern, Solothurn, Zürich, Luzern, Zug och Neuchâtel till undsättning och vann ett avgörande slag. Förlusterna uppskattas till 3000 döda på belägrarnas sida och 500 på schweizarnas. Vid den följande freden i Basel dispenserades Edsförbundet från Maximilian I's reform, avsedd att öka centralmakten i det tysk-romerska riket.

### Nyare tid
Dornach fick järnvägsstation 1875 och metallindustri inrättades. År 1913 blev Dornach centralort för antroposofiska samfundet. Ett första Goetheanum byggdes 1913–1920 men brann ner på nyåret 1922/23. Den nuvarande organisk-expressionistiska byggnaden från 1924–1928 har fasad med synlig betong.

## Sevärdheter
- Goetheanum är delvis öppet för allmänheten. I omgivningen finns flera mindre hus i liknande stil.
- Borgruinen Dorneck.

## Övrigt
På Dornachs kyrkogård är matematikern Pierre de Maupertuis begraven.